# Comuna Nehivți, Kaluș
Nehivți (în ucraineană Негівці) este o comună în raionul Kaluș, regiunea Ivano-Frankivsk, Ucraina, formată din satele Humeniv și Nehivți (reședința).

## Demografie
Componența lingvistică a comunei Nehivți
     Ucraineană (99,73%)
     Alte limbi (0,27%)
Conform recensământului din 2001, majoritatea populației comunei Nehivți era vorbitoare de ucraineană (99,73%), existând în minoritate și vorbitori de alte limbi.